# Echte Teppichhaie
Die Echten Teppichhaie oder Wobbegongs (Orectolobus)  sind eine Gattung der Haie mit zehn Arten. Sie sind stark dorsoventral abgeflacht und meist deutlich gemustert. Um das Maul tragen sie häutige Lappen und Barteln.

## Lebensweise
Die Echten Teppichhaie bewohnen die Flachwasserbereiche und Korallenriffe warmer, meist tropischer Gewässer von Japan über Südostasien bis an die australischen Küsten. Dort graben sie sich tagsüber in den schlickigen Meeresboden ein oder halten sich in Riffspalten und Höhlen versteckt. Ihre Jungtiere bringen diese Haie lebend zur Welt. Die Tiere ernähren sich vor allem von bodenlebenden Fischen und Krebsen, Tintenfischen, anderen bodenlebenden Wirbellosen und Seeanemonen.

## Arten
Die Gattung der Echten Teppichhaie befindet sich aktuell in einer intensiven systematischen Bearbeitung, sodass Aussagen über die inneren Verwandtschaftsverhältnisse nicht getroffen werden können. Mit dem 2006 wissenschaftlich beschriebenen Westlichen Teppichhai (O. hutchinsi), den 2008 beschriebenen O. floridus O. reticulatus und O. parvimaculatus sowie dem 2010 beschriebenen Orectolobus leptolineatus wurden in den letzten Jahren fünf neue Arten beschrieben, während der 1840 beschriebene und als Synonym zum Ornamentierten Teppichhai betrachtete O. halei 2006 wieder als eigenständige Art definiert wurde.
- Blumenornament-Teppichhai (Orectolobus floridus  Last & Chidlow, 2008)
- Orectolobus halei  Whitley, 1940
- Westlicher Teppichhai (Orectolobus hutchinsi  Last, Chidlow & Compagno, 2006)
- Japanischer Teppichhai (Orectolobus japonicus  Regan, 1906)
- Orectolobus leptolineatus  Last, Pogonoski & White, 2010
- Gemeiner Teppichhai oder Wobbegong (Orectolobus maculatus  (Bonnaterre, 1788))
- Ornament-Teppichhai (Orectolobus ornatus  (De Vis, 1883))
- Kleingepunkteter Teppichhai (Orectolobus parvimaculatus  Last & Chidlow, 2008)
- Orectolobus reticulatus  Last, Pogonoski & White, 2008
- Nördlicher Teppichhai (Orectolobus wardi  Whitley, 1939)

## Belege
1. ↑  Peter R. Last, Justin A. Chidlow, Leonard J.V. Compagno: A new wobbegong shark, Orectolobus hutchinsi n. sp. (Orectolobiformes: Orectolobidae) from southwestern Australia. Zootaxa 1239, 2006; S. 35–48. (Volltext)
2. 1 2  Peter R. Last, Justin A. Chidlow: Two new wobbegong sharks, Orectolobus floridus sp. nov. and O. parvimaculatus sp. nov. (Orectolobiformes: Orectolobidae), from southwestern Australia. Zootaxa 1673, 2008; S. 49–67. (Volltext; PDF; 15 kB)
3. ↑  Last, P.R., J.J. Pogonoski and W.T. White, 2008. Orectolobus reticulatus sp. nov., a new wobbegong shark (Orectolobiformes: Orectolobidae) from the continental shelf of Northeastern Australia. In Last, P.R., White, W.T. & Pogonoski, J.J.: Descriptions of New Australian Chondrichthyans. CSIRO Marine and Atmospheric Research Paper Nr. 22.
4. ↑  P.R. Last, J.J. Pogonoski, W.T. White: A new wobbegong shark, Orectolobus leptolineatus sp. nov., from the western Central Pacific. In: P.P. Last, W.T. White, J.J. Pogonoski (Hrsg.): Descriptions of new sharks and rays from Borneo. CSIRO Marine and Atmospheric Research Paper no. 32; S. 1–16. (Volltext; PDF; 7,6 MB)
5. ↑  Charlie Huveneers: Redescription of two species of wobbegongs (Chondrichthyes: Orectolobidae) with elevation of Orectolobus halei Whitley 1940 to species level. Zootaxa 1284, 2006; S. 29–51. (Volltext; PDF; 18 kB)